# Crveni polumjesec
Crveni polumjesec je simbol koji u većini muslimanskih zemalja zamjenjuje simbol crvenog križa i predstavlja Međunarodnu organizaciju Crvenog križa i Crvenog polumjeseca.
Crveni polumjesec na bijeloj pozadini se prvi put počeo koristiti u Osmanskom carstvu za vrijeme rusko-turskog rata između 1876. i 1878. godine. Prema legendi, to je učinjeno jer je znak crvenog križa umanjivao moral turskih boraca u borbi protiv kršćanskih Rusa.
Međunarodna organizacija Crvenog križa je 1878. godine prihvatila korištenje drugih simbola u nekršćanskim zemljama, a simbol crvenog polumjeseca je službeno priznat 1929. godine kada je uvršten u član 19. Ženevske konvencije.
Na samom početku primjene novih odredbi, simbol crvenog polumjeseca su koristile samo Turska i Egipat, dok ga danas koriste skoro sve zemlje s muslimanskom većinom, kao i Palestina.

## Vanjske poveznice
- Međunarodni Crveni križ i Crveni polumjesec (engl.)(fr.)(šp.)